# Christmas with Yolanda Adams
Christmas with Yolanda Adams è un album in studio natalizio della cantante statunitense Yolanda Adams, pubblicato nel 2000.

## Tracce
1. Have Yourself a Merry Little Christmas — 3:35
2. The Little Drummer Boy — 3:04
3. Born This Day — 4:08
4. The Christmas Song — 3:40
5. It Came Upon a Midnight Clear — 4:07
6. Carol of the Bells/What Child Is This? — 4:38
7. Silent Night — 3:20
8. The First Noel — 3:04
9. O Holy Night — 4:59
10. Joy Medley: Joy to the World/Angels We Have Heard on High/Hark the Herald Angels Sing — 4:42